# Jaromír Vydra
Jaromír Vydra (* 21. května 1933 Zlín) je bývalý český fotbalový brankář, trenér a činovník (funkcionář). Žije v Karlových Varech.
V roce 2007 byl nejstarším aktivním fotbalistou v České republice.

## Hráčská kariéra
V československé lize chytal za SONP Kladno, s nímž sestoupil z nejvyšší soutěže. Hrál také za pražskou Bohemku a Prostějov.

### Prvoligová bilance
| Ročník          | Zápasy | Góly | Minuty | Nuly | Klub           |
| --------------- | ------ | ---- | ------ | ---- | -------------- |
| I. liga 1957/58 | 6      | 0    | 540    | 0    | TJ SONP Kladno |
| CELKEM I. LIGA  | 6      | 0    | 540    | 0    |                |

## Trenérská kariéra
Po skončení hráčské kariéry se stal trenérem.

## Funkcionářská kariéra
Za svou dlouholetou činnost ve fotbale obdržel Cenu Václava Jíry (malou plaketu). Ocenění převzal ve středu 9. května 2007 v Praze.